# Rhopalomyia ajgyrcumensis
Rhopalomyia ajgyrcumensis är en tvåvingeart som beskrevs av Fedotova 1999. Rhopalomyia ajgyrcumensis ingår i släktet Rhopalomyia och familjen gallmyggor. Inga underarter finns listade i Catalogue of Life.